# Humlemott
Humlemott, Aphomia sociella, är en fjäril i familjen mott, Pyralidae.
Hanen har vitaktiga, vid framkanten och i yttre hälften gul-bruna framvingar med mörk diskfläck och tandade rödbruna tvärlinjer. Honan är rödaktigt brungrå med samma teckning. Fjärilen har en vingbredd på 24–36 mm. Larverna lever i bon av humlor och getingar, där de bland annat äter av steklarnas ägg, larver och puppor. Humlemottet är allmänt förekommande i södra delen av Sverige.